# Жвака-галс

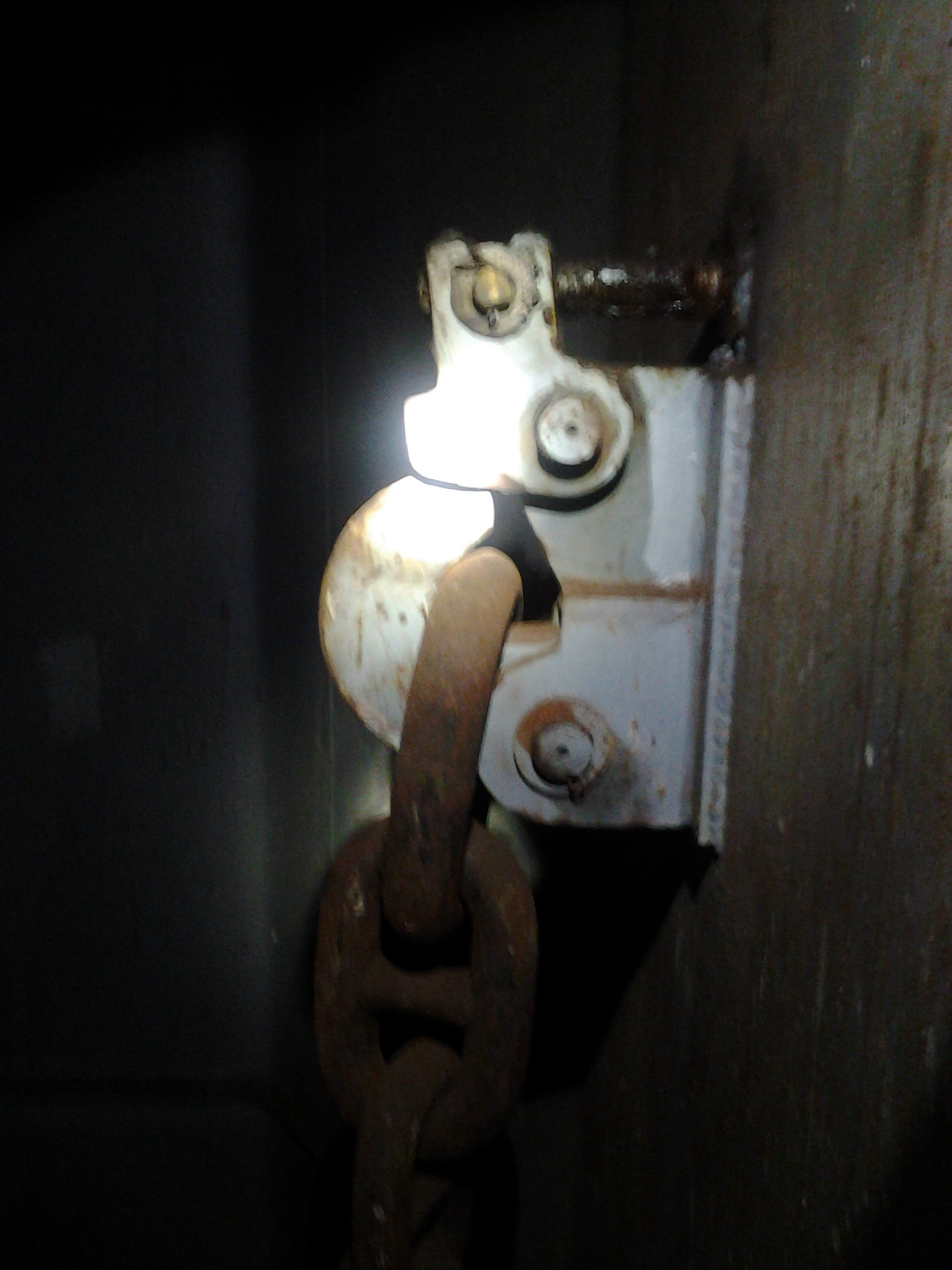
Жвака-галс

Жвака-галс (нидерл. zwak-hals) — отрезок якорной цепи из общих звеньев.
Один его конец с помощью специальной концевой скобы крепится к обуху цепного ящика; второй конец с помощью концевого звена и глаголь-гака присоединяется к коренной смычке якорной цепи.
Длина жвака-галса выбирается такой, чтобы при полностью вытравленной якорной цепи глаголь-гак оказывался между палубным клюзом и шпилем.
Словосочетание «вытравить до жвака-галса» означает выпуск якорной цепи на всю её длину. В аварийной ситуации для освобождения судна от якоря может использоваться местное или дистанционное откидывание гака жвака-галса.